# Труа-1
Труа́-1 (фр. Troyes-1) — один из 17 кантонов департамента Об, региона Гранд-Эст, Франция. Административный центр находится в коммуне Труа. INSEE код кантона — 1012. Кантон полностью находится в округе Труа. В кантон Труа-1 входит часть коммуны Труа.

## История
Кантон Труа-1 был создан в 1801 году. До реформы 2015 года в кантон входило 2 коммуны и часть Труа. По закону от 17 мая 2013 и декрету от 14 февраля 2014 года количество кантонов в департаменте Об уменьшилось с 34 до 17. Новое территориальное деление департаментов на кантоны вступило в силу во время выборов 2015 года. 22 марта 2015 года из кантона вышли коммуны Вильшетиф и Сен-Пар-о-Тертр, а часть коммуны Труа была переопределена.

## Коммуны кантона
Состав кантона до реформы 2014 года:
| Коммуна         | Население, чел. (2006) | Почтовый индекс | Код INSEE |
| --------------- | ---------------------- | --------------- | --------- |
| Вильшетиф       | 773                    | 10410           | 10412     |
| Сен-Пар-о-Тертр | 2 797                  | 10410           | 10357     |
| Труа            | 63 456                 | 10000           | 10387     |

## Население
В таблице приведена динамика численности населения по 2012 год. В 2015 году территория кантона была изменена, а население соответственно возросло до 20 114 человек (население во время переписи 2012 года на территории, определённой в 2015 году).
| 1990   | 1999   | 2006   | 2011   | 2012   |
| ------ | ------ | ------ | ------ | ------ |
| 13 576 | 14 323 | 14 558 | 14 270 | 14 823 |

## Политика
Согласно закону от 17 мая 2013 года избиратели каждого кантона в ходе выборов выбирают двух членов генерального совета департамента разного пола. Они избираются на 6 лет большинством голосов по результату одного или двух туров выборов.
В первом туре кантональных выборов 22 марта 2015 года в Труа-1 баллотировались 4 пары кандидатов (явка составила 44,29 %). Во втором туре 29 марта, Элизабет Филипон и Жаки Раген были избраны с поддержкой 72,17 % на 2015—2021 годы. Явка на выборы составила 43,03 %.
| Мандат | Мандат | Кандидаты                         |                | Партия                              | Первый тур | Первый тур     | Второй тур | Второй тур |
| Мандат | Мандат | Кандидаты                         | Кол-во голосов | Партия                              | % голосов  | Кол-во голосов | % голосов  |            |
| ------ | ------ | --------------------------------- | -------------- | ----------------------------------- | ---------- | -------------- | ---------- | ---------- |
| 2015   | 2021   | Элизабет Филипон и Жаки Раген     |                | Союз за народное движение           | 1847       | 45,97          | 2707       | 72,17      |
| 2015   | 2021   | Филипп Арбона и Мартин Массен     |                | Национальный фронт                  | 1043       | 25,96          | 1044       | 27,83      |
| 2015   | 2021   | Валери Лабар и Димитри Сидор      |                | Союз левых                          | 797        | 19,84          | -          | -          |
| 2015   | 2021   | Флорен Балланфа и Жизель Малаваль |                | Французская коммунистическая партия | 331        | 8,24           | -          | -          |